# Famille Ottolin
Pour les articles homonymes, voir Ottolini.
 (juillet 2024).
La famille Ottolin (les Ottolini) est originaire de Vérone.

## Historiques
La famille Ottolini commença sa montée en 1697, lorsque ses membres, considérablement enrichi, achetèrent de la république de Venise le titre de comte avec l'investiture du fief de Custoza. En 1791, Domenico Ottolini y ajouta d'autres biens, instituant un majorat comme commanderie de l'ordre équestre Gerosolimitain (it).
La famille fut admise à la noblesse de Venise le 24 septembre 1780.
La noblesse des Ottolini fut reconnue par le gouvernement impérial autrichien par R.S. du 1er mars 1820.
Les Ottolini de Vérone habitèrent l'immeuble imposant de la piazzetta Ottolini en mémoire de cette ancienne famille. À la suite de la campagne de Napoléon en 1797, les comptes Ottolini furent contraints d'abandonner leurs propriétés et à fuir dans la république de Lucques où ils se lièrent avec une des plus importantes et anciennes familles lucchesi, celle des Balbani, changeant leur nom en Ottolini-Balbani.

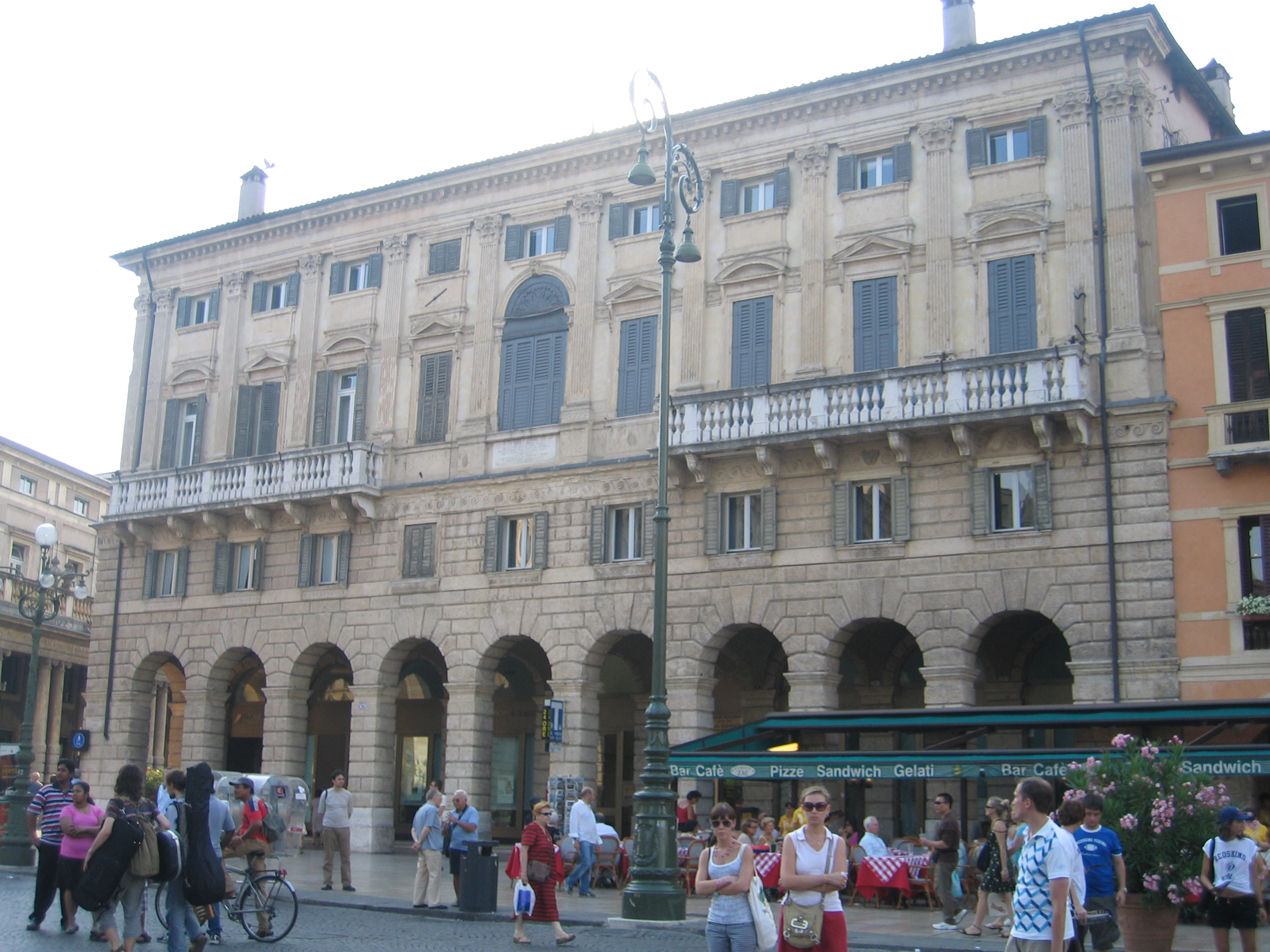
Le Palais Ottolini à Vérone.

Les Ottolini de Vérone s'éteignirent au XIXe siècle, laissant une branche collatérale en ville, des immeubles dans le centre historique de Vérone et des villas dans sa province. À Lucques, les Ottolini habitèrent de nombreuses villas et immeubles parmi lesquels l'imposant Palazzo Ottolini Balbani de la piazza Bernardini (déjà cédé par la famille à la banque Monte dei Paschi di Siena des Paschi de Sienne) et les palazzetti Gentili, dits Ottolini Balbani, via Sant'Andrea, toujours propriétés de la famille aujourd'hui, puis le Palazzo Ottolini, de nos jours Poschi Meuron.

## Armes

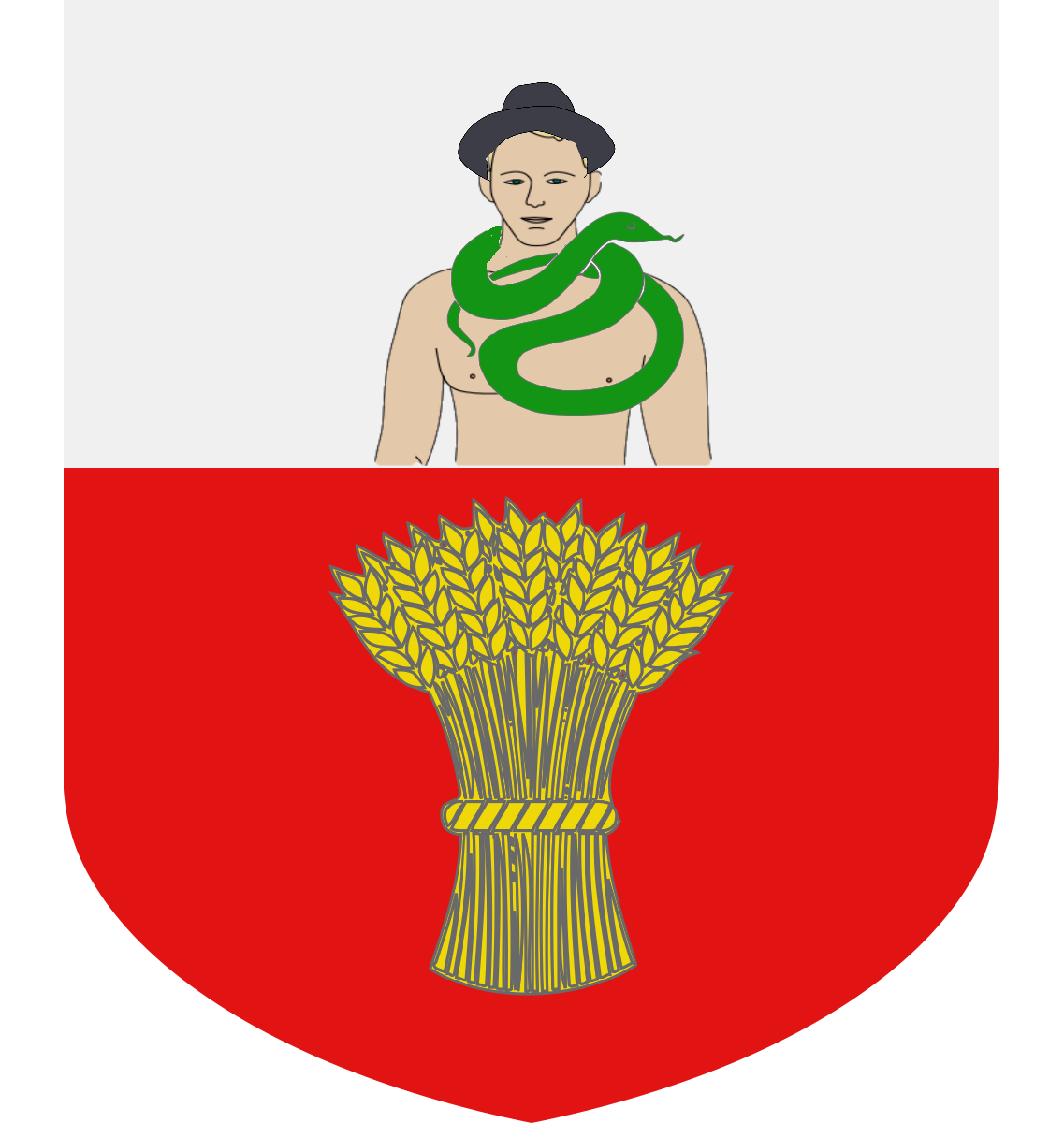
armes des Ottolin

Les armes des Ottolin sont coupé : au premier, d'or, à l'aigle de sable, couronnée du champ ; au second, d'argent, à un château sommé de deux tours de gueules. Une autre branche porte coupé : au premier, d'argent, à un buste d'homme de carnation, posé de front, coiffé d'un chapeau de sable, le col environné d'un serpent de sinople, la tête à senestre ; au second, de gueules, à une gerbe de riz d'or.